# Sanitația în Roma antică
În Roma antică, sanitația, a cărei model a fost luată de la etrusci, a fost foarte avansată în raport cu a celorlalte societăți a momentului său, oferind servicii de alimentare cu apă și asanare locuitorilor din diversele orașe din Republică și Imperiu. Băile reprezentau un important simbol al "marii igiene romane".

## Infrastructură

### Sistem de canalizare

#### Istorie
Se estimează că sistemul de canalizare al Romei a fost construit undeva pe la 500 î.Hr. de către romani, în încercarea de a-i imita pe etrusci. Primele canalizări erau tunele subterane pentru drenarea apei de ploaie care trecea de stratul pământului vegetal. Canalele, atât de suprafață, cât și cele subterane, au fost de asemenea utilizate pentru a scurge apa din mlaștini (cum a fost cazul Mlaștinilor Pontine).